# ۴۵۹ (میلادی)
۴۵۹ (میلادی) چهارصد و پنجاه و نهمین سال تقویم میلادی است.

## درگذشتگان
‎